# Gennaio nero
Il Gennaio nero (in azero Qara Yanvar), anche noto come Sabato nero o Massacro di gennaio, fu una violenta repressione a Baku in Azerbaigian il 19-20 gennaio 1990, in base ad uno stato di emergenza durante la dissoluzione dell'Unione sovietica.
Il Segretario generale del partito comunista sovietico Mikhail Gorbaciov e il ministro della Difesa Dmitrij Jazov avevano affermato che la legge marziale era necessaria per fermare la violenza contro la popolazione armena e per contrastare gli sforzi del movimento per l'indipendenza azera volto a rovesciare il governo sovietico azero. Secondo le stime ufficiali tra 133 e 137 i civili morirono, 800 persone sono rimaste ferite e 5 persone sono scomparse. Tuttavia il numero non ufficiale delle vittime sale a 300 morti. Più tardi, nel 1995, Gorbaciov ha chiesto scusa all'Azerbaigian affermando: "La dichiarazione dello stato di emergenza a Baku è stato il più grande errore della mia carriera politica".
In una risoluzione del 22 gennaio 1990, il Soviet Supremo della RSS dell'Azerbaigian ha dichiarato che il decreto del Presidium del Soviet Supremo dell'URSS del 19 gennaio, utilizzato per imporre lo stato di emergenza a Baku e il dispiegamento militare, costituiva un atto di aggressione. Il Gennaio Nero è visto come la rinascita della Repubblica dell'Azerbaigian.

## Eventi
Nel dicembre 1989 gli azeri che vivono in regioni confinanti con l'Iran strapparono le recinzioni di confine, chiedendo legami più stretti con gli azeri che vivevano in Iran. Le autorità locali di Jalilabad si arresero ai rivoltosi, girando l'amministrazione al Fronte Popolare dell'Azerbaigian. Ciò fu seguito da un'alternanza non violenta dell'amministrazione di Lənkəran al Fronte Popolare due settimane più tardi.
Il 9 gennaio 1990, il Soviet supremo della RSS di Armenia votò per includere il Nagorno Karabakh nel suo bilancio e ha permesso ai suoi abitanti di votare alle elezioni armene, trascurando in tal modo il potere sovietico e la giurisdizione azera e provocando rabbia attraverso l'Azerbaigian. Ciò ha portato a manifestazioni che richiedevano la cacciata dall'Azerbaigian dei funzionari comunisti azeri e chiamavano all'indipendenza dall'Unione Sovietica. La loro retorica era, secondo un rapporto di Human Rights Watch, "pesantemente anti-armena". Il 12 gennaio, il Fronte Popolare ha organizzato un comitato di difesa nazionale con filiali in fabbriche e uffici a Baku per mobilitare le persone per la battaglia con gli armeni.
Le autorità azere locali non erano in grado di ristabilire l'ordine a causa di litigi e divisioni interne che hanno paralizzato la loro capacità di agire. Le autorità azere hanno ordinato anche alle 12 000 truppe del ministero dell'Interno di astenersi dall'intervenire nei disordini di Baku e numerose unità dell'esercito e flotta sovietiche della guarnigione Baku e della Flottiglia del Caspio non intervennero per fermare i disordini, affermando che non avevano ordini dalle autorità di Mosca. Il 13 gennaio prese il via un massiccio pogrom anti-armeno che provocò novanta morti (pogrom di Baku), mentre migliaia fuggirono o vennero evacuati dai militari sovietici.
Il 15 gennaio, le autorità dichiararono lo stato di emergenza in altre parti dell'Azerbaigian (ma non a Baku). Allo stesso tempo, temendo un intervento delle autorità sovietiche centrali, gli attivisti del Fronte Popolare iniziarono un blocco delle caserme militari. Avevano già preso il controllo di fatto in un certo numero di regioni dell'Azerbaigian.
Il 18 gennaio, il Fronte Popolare ordinò ai sostenitori di sbarrare le principali vie d'accesso a Baku utilizzando centinaia di automobili, camion e autobus. Il giorno successivo, le autorità sovietiche evacuarono i loro rappresentanti e funzionari locali, spostandoli in posti di comando militari nella periferia della città, dove vennero posizionati ministro sovietico della Difesa Dmitrij Jazov e ministro degli Interni Vadim Bakatin.
Il 19 gennaio, il Presidium del Soviet Supremo dell'URSS ha approvato il decreto firmato da M. Gorbaciov, introducendo lo stato di emergenza a Baku e in alcuni altri luoghi della Repubblica socialista sovietica azera. Il decreto stabiliva che:
"In relazione alla drammatica escalation della situazione nella città di Baku, tentativi delle forze estremiste criminali di rimuovere dal potere le autorità statali legalmente costituite attraverso l'organizzazione di disordini di massa, e nell'interesse della tutela e sicurezza dei cittadini, il Presidium del Soviet supremo dell'URSS, in base al punto 14 dell'articolo 119 della Costituzione dell'URSS, decreta: di dichiarare dal 20 gennaio 1990 lo stato di emergenza nella città di Baku, estendendo al suo territorio gli effetti del decreto del Presidium Soviet Supremo dell'URSS dal 15 gennaio 1990."
 Il decreto in contrasto atti giuridici in vigore al momento, che prevedeva che il Presidium del Soviet Supremo dell'Azerbaigian sovietico avrebbe dovuto rivolgersi al governo centrale con i dovuti motivi.
A tarda notte del 19 gennaio 1990, dopo la demolizione della stazione televisiva centrale e la cessazione delle linee telefoniche e radiofoniche da parte delle forze speciali sovietiche, 26 000 truppe sovietiche entrarono a Baku, sfondando le barricate per schiacciare il Fronte Popolare. Come sostenuto da Mikhail Gorbaciov, uomini armati del Fronte nazionale dell'Azerbaigian hanno aperto il fuoco sui soldati; Tuttavia, i risultati dell'organizzazione non governativa con sede a Mosca Shield non trovato alcuna prova di "combattenti armati del Fronte popolare dell'Azerbaigian", che è stato usato come movente per schiacciare la popolazione civile il 20 gennaio.
L'organizzazione indipendente Shield, che è costituita da un gruppo di avvocati e ufficiali di riserva, ha osservato violazioni dei diritti umani nell'esercito e nelle sue operazioni militari, e ha concluso che l'esercito ha condotto una guerra contro i suoi civili e ha chiesto di avviare un'indagine penale nei confronti del Ministro della Difesa , Dmitry Yazov, che ha personalmente condotto l'operazione.  I funzionari del ministero dell'Interno azero hanno aiutato gli attivisti del Fronte Popolare nel creare disturbo, fornendo loro armi, impianti tecnici, e informandoli sul movimento delle unità dell'esercito sovietico.
Le truppe hanno attaccato i manifestanti, sparando tra la folla. La sparatoria continuò per tre giorni. Esse hanno agito in base ad uno stato di emergenza, che continuò per più di quattro mesi, dichiarato dal Presidium del Soviet Supremo dell'URSS, firmato dal presidente Michail Gorbačëv. Lo stato di emergenza è stato, tuttavia, reso noto al pubblico azero solo parecchie ore dopo l'inizio dell'offensiva, quando molti cittadini già giacevano morti o feriti nelle strade, ospedali e obitori di Baku.
Quasi tutta la popolazione di Baku uscì per seppellire i propri morti il terzo giorno, il 22 gennaio..  Per altri 40 giorni, il paese rimase lontano dal lavoro in segno di lutto e di protesta di massa.

### Vittime
Secondo un rapporto, 93 azeri e 29 soldati sovietici sono stati uccisi negli scontri di strada. Altri rapporti affermano che 21 soldati sono stati uccisi e 90 feriti nei combattimenti.. Tuttavia, come i soldati siano morti è ancora in discussione. Secondo le autorità sovietiche essi sarebbero stati vittima della resistenza armata, anche se alcuni potrebbero essere caduti sotto il fuoco amico.
Altre stime indicano che tra 133 e 137 civili morirono, con numeri ufficiosi che salgono fino a 300. Fino a 800 furono feriti, e 5 scomparvero. Ulteriori 26 persone vennero uccise nelle regioni di Neftchala e Lankaran .

## Stato di emergenza
Il Presidente Gorbaciov e altri funzionari hanno affermato che lo stato di emergenza era necessario fermare pogrom e violenze nei confronti della popolazione armena e per contrastare gli sforzi da parte degli estremisti di rovesciare il governo azero. Il decreto del governo affermava: "I gruppi estremisti stanno organizzando disordini di massa e propagando l'inimicizia nazionale. Essi stanno commettendo gravi atti criminali, minando strade e ponti, bombardando gli insediamenti, prendendo ostaggi.".
Il ministro della Difesa Yazov ha anche detto che i nazionalisti stavano complottando un colpo di stato in Azerbaigian: "Un incontro è stato progettato in cui è stato proposto di dichiarare il passaggio del potere nelle mani del Fronte popolare." Egli ha osservato come il "Fronte Popolare", ha dichiarato il proprio stato di emergenza in Baku prima che venisse intrapresa l'azione e come gli organi dello Stato sovietico avessero "cessato di controllare la situazione."

## Copertura stampa

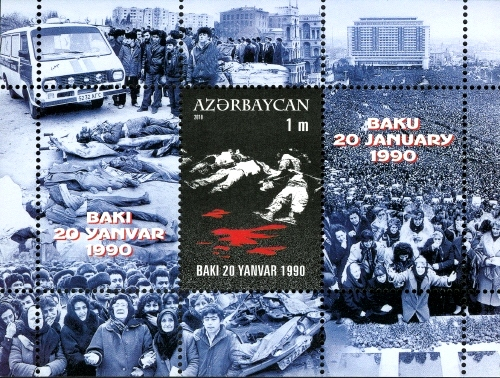
Francobollo azero con foto del Gennaio Nero

Durante il giro di vite del Gennaio Nero, le autorità sovietiche riuscirono a sopprimere tutti gli sforzi per diffondere notizie dall'Azerbaigian alla popolazione locale e la comunità internazionale. Alla vigilia dell'invasione militare sovietica a Baku, uno dei leader del Fronte Popolare, Ekhtebar Mammadov ha proposto ai funzionari del Cremlino di apparire sulla televisione azera alle 08:00 annunciando che il primo segretario del partito comunista azero, Abdurrahman Vazirov, si sarebbe dimesso e l’esercito non avrebbe dovuto invadere Baku.
Invece, la fonte di approvvigionamento energetico a TV e Radio di Stato Azere venne fatta saltare in aria da agenti dei servizi segreti alle 19:15, al fine di tagliare la popolazione da qualsiasi fonte di informazione. TV e radio erano silenzioso e tutta la carta stampata era vietata. Ma Mirzə Xəzər e il suo staff di Radio Free Europe / Radio Liberty riuscirono a trasmissione rapporti quotidiani da Baku, il che la rende l'unica fonte di notizie per azeri all'interno e all'esterno del paese per diversi giorni., La leadership del Cremlino ha provato a fondo a mantenere il mondo esterno e la popolazione all'interno dell'Azerbaigian all'oscuro dell'invasione militare, ma Mirza Khazar e il suo staff ha sventato questo tentativo. Grazie a Mirza Khazar e al suo staff di Radio Liberty, gli azeri dentro e fuori l'Azerbaigian, così come la comunità internazionale, hanno saputo dell'invasione sovietica ed hanno guadagnato la possibilità di organizzare azioni di protesta.
Scioccato da questo sviluppo "sorprendente", il governo dell'URSS si è lamentato ufficialmente con gli Stati Uniti sulla copertura di Radio Liberty della invasione militare dell'Azerbaigian.
Le trasmissioni del 20 gennaio 1990 hanno trasformato Mirzə Xəzər in una leggenda tra gli azeri dentro e fuori l'Azerbaigian. Malahat Aghajan Qizi, una nota poetessa e scrittrice azera, ha descritto l'apparizione di Mirzə Xəzər alla radio, al momento della invasione militare sovietica come segue: "Il 20 gennaio, Mirza Khazar con la sua voce divina, data da Dio, ha dato speranza al morente popolo azero."

## Valutazione
Una sessione speciale del Soviet supremo della RSS dell'Azerbaigian si è tenuta il 22 gennaio 1990, su richiesta del pubblico e per iniziativa di un gruppo di deputati. Essa ha cercato di valutare inizialmente gli eventi del 20 gennaio ed ha adottato alcuni documenti che condannano l'operazione di repressione da parte dell'esercito sovietico.
Memorial e Helsinki Watch riportarono nel maggio 1991 che avevano trovato prove convincenti che l'imposizione dello stato di emergenza avesse portato ad una rottura ingiustificata delle libertà civili e che le truppe sovietiche avessero usato la forza ingiustificata causando molti morti. Ciò include l'uso di veicoli blindati, baionette e sparare su ambulanze chiaramente contrassegnate.
Il rapporto di Human Rights Watch dal titolo "Gennaio Nero in Azerbaigian", afferma: "In effetti, la violenza usata dall'esercito sovietico, la notte del 19-20 gennaio era così fuori proporzione alla resistenza offerta da azeri da costituire un esercizio di punizione collettiva. Dal momento che i funzionari sovietici hanno dichiarato pubblicamente che lo scopo dell'intervento delle truppe sovietiche era quello di impedire la cacciata del governo comunista della Repubblica dell'Azerbaigian da parte dell'opposizione nazionalista, la punizione inflitta a Baku dai soldati sovietici potrebbe essere stata intesa come un avvertimento ai nazionalisti, non solo in Azerbaigian, ma anche nelle altre repubbliche dell'Unione Sovietica ".
"Gli eventi successivi nelle repubbliche baltiche - dove, in un notevole parallelo agli eventi a Baku, presunti disordini civili sono stati citati come giustificazione per un intervento violento da parte delle truppe sovietiche - confermano ulteriormente che il governo sovietico ha dimostrato che si opporrà duramente ai movimenti nazionalisti", prosegue il rapporto di Human Rights Watch.
Un editoriale del Wall Street Journal del 4 Gennaio 1995 ha affermato che Gorbaciov aveva scelto di utilizzare la violenza contro "l'Azerbaigian in cerca di indipendenza." Quando un anno dopo la stampa mondiale ha criticato Gorbaciov per i violenti massacri di civili in Lituania e Lettonia, il pubblico azero è rimasto amareggiato per il silenzio dei media mondiali sugli ordini di Gorbaciov di un anno prima, durante il Gennaio Nero.

### Indipendenza
Il 18 ottobre, 1991, il Parlamento dell'Azerbaigian ha ripristinato l'indipendenza del paese. Il 14 febbraio 1992 l'Ufficio del Procuratore generale azero ha istituito una causa probabile volta alle persone coinvolte nel massacro. Nel marzo 2003, la stessa causa probabile ha coinvolto il presidente sovietico Gorbaciov per aver violato l'articolo 119 della Costituzione sovietica e l'articolo 71 della Costituzione della SSR azera. Gorbaciov ha poi chiesto scusa all'Azerbaigian nel 1995 affermando: "La dichiarazione di stato di emergenza a Baku stato il più grande errore della mia carriera politica". Nel 1994, l'Assemblea Nazionale dell'Azerbaigian ha adottato una valutazione politica e legale completa degli eventi del Gennaio Nero. Secondo il decreto del Presidente dell'Azerbaigian Heydar Aliyev dal 16 dicembre 1999, a tutte le vittime della repressione è stato assegnato il titolo onorifico di "martire del 20 gennaio" (azero: 20 Yanvar şəhidi).
Il 20 gennaio è contrassegnato come Giorno dei Martiri (o letteralmente, "il giorno del lutto nazionale") in Azerbaigian.

## Memoriale
Nel gennaio 2010, un memoriale per le vittime del Gennaio Nero è stato eretto nel quartiere Yasamal di Baku. Il monumento è stato progettato da Javanshir Dadashov e Azad Agayed, e dall'architetto Adalat Mammadov. L'apertura del monumento ha avuto luogo il 20 gennaio 2010. Il Presidente dell'Azerbaigian İlham Əliyev e il capo dell'amministrazione presidenziale Ramiz Mehdiyev, l'amministratore delegato di Yasamal Ibrahim Mehdiyev e le famiglie delle vittime della tragedia hanno partecipato alla cerimonia. La superficie totale del complesso è di 1 500 km². L'altezza del monumento e il piedistallo è di 8 metri. Il monumento raffigura un gruppo di persone che sono determinato a non lasciare entrare le truppe armate in città, alcune delle quali già cadute.
L'evento è ricordato con un giorno festivo il 20 gennaio in Azerbaigian.